# Кендагіри
Кендагі́ри (рос. Кендагиры) — селище у складі Могочинського району Забайкальського краю, Росія. Входить до складу Ксеньєвського міського поселення.

## Населення
Населення — 41 особа (2010; 69 у 2002).
Національний склад (станом на 2002 рік):
- росіяни — 94 %